# New York Tapers 1961-1962
La stagione 1961-62 dei New York Tapers fu la 1ª nella ABL per la franchigia.
I New York Tapers, che cominciarono la stagione a Washington come Washington Tapers, arrivarono quarti nella Eastern Division con un record di 31-50. Nei play-off vinsero il turno preliminare con gli Hawaii Chiefs (1-0), i quarti di finale con i Chicago Majors (1-0), perdendo poi la semifinale con i Cleveland Pipers (1-0).

## Roster
| N° | Naz.                   | Ruolo | Sportivo        | Anno | Alt. | Peso |
| -- | ---------------------- | ----- | --------------- | ---- | ---- | ---- |
|    | Stati Uniti (bandiera) | A     | Jack Adams      | 1934 | 193  | 84   |
|    | Stati Uniti (bandiera) | A     | Sylvester Blye  | 1938 | 196  | 107  |
|    | Stati Uniti (bandiera) | C     | Dick Brott      | 1935 | 203  | 95   |
|    | Stati Uniti (bandiera) | A     | Bob Clarke      | 1939 | 206  | 91   |
|    | Stati Uniti (bandiera) | AC    | Gene Conley     | 1930 | 203  | 98   |
|    | Stati Uniti (bandiera) | A     | Chuck Curtis    | 1937 | 201  | 91   |
|    | Stati Uniti (bandiera) | G     | Jimmy Daniels   | 1935 | 183  | 73   |
|    | Stati Uniti (bandiera) | AC    | Connie Dierking | 1936 | 206  | 101  |
|    | Stati Uniti (bandiera) | AC    | Bob Hopkins     | 1934 | 203  | 93   |
|    | Stati Uniti (bandiera) | GA    | Tony Jackson    | 1942 | 193  | 91   |
|    | Stati Uniti (bandiera) | G     | Willie Johns    | 1938 | 183  | 75   |
|    | Stati Uniti (bandiera) | G     | Roger Kaiser    | 1938 | 183  | 86   |
|    | Stati Uniti (bandiera) | A     | Bob Keller      | 1937 | 198  | 95   |
|    | Stati Uniti (bandiera) | A     | Bruce Spraggins | 1940 | 196  | 85   |
|    | Stati Uniti (bandiera) | A     | Jack Sullivan   | 1935 | 191  | 83   |
|    | Stati Uniti (bandiera) | A     | Dan Swartz      | 1931 | 193  | 95   |
|    | Stati Uniti (bandiera) | G     | Roger Taylor    | 1937 | 183  | 79   |
|    | Stati Uniti (bandiera) | G     | Ed Willis       |      | 191  | 77   |
|    | Stati Uniti (bandiera) | A     | Leroy Wright    | 1938 | 206  | 98   |
|    | Stati Uniti (bandiera) | G     | Ronnie Zagar    | 1939 | 178  | 80   |

## Staff tecnico
- Allenatore: Stan Stutz